# Brunovce
Brunovce (Hongaars: Brunóc) is een Slowaakse gemeente in de regio Trenčín, en maakt deel uit van het district Nové Mesto nad Váhom.
Brunovce telt 573 inwoners.